# Nektar++
Nektar++ é um código de fonte aberta (open-source) baseado na formulação elementos espectrais/hp com suporte a vários tipos de equações diferenciais parciais, como as equações de Navier-Stokes (compressível e incompressível), equações do tipo convecção-difusão-reação e da área de eletrofisiologia cardíaca. O código permite a criação de algoritmos eficientes e de alto desempenho em termos de paralelismo para diferentes problemas, usando formulações espectrais/hp (contínuas ou descontínuas) de alta ordem no espaço e no tempo. Nektar++ baseia-se na linguagem C++ e usa de forma extensiva conceitos de programação orientada a objeto. Seu código vem sendo ativamente desenvolvido no Sherwin_Lab do Imperial College London (UK) e no Kirby's_Group da Utah University (USA).

## Funcionalidades
Nektar++ inclui as seguintes funcionalidades:
- Suporta paralelismo massivo;
- Suporta problemas em uma, duas e três dimensões;
- Suporta malhas curvas de alta ordem;
- Possui ferramentas para pré-processamento e também importa malhas geradas por outros programas;
- Possui ferramentas que oferecem amplo suporte a pós-processamento;
- Suporta malhas híbridas de triângulos e quadriláteros em duas dimensões, ou de prismas, tetraedros, pirâmides e hexaedros em três dimensões;
- Suporta bases polinomiais modais e nodais;
- Possui operadores para formulações 'Continuous Galerkin' (CG), 'Discontinuous Galerkin' (DG) e 'Flux Reconstruction' (FR);
- Suporta diferentes plataformas computacionais, como Linux, Mac OS X e Windows;
- Suporta 'cloud computing' através do projeto Nekkloud;
- Ampla comunidade de usuários que interagem entre si e recebem suporte dos desenvolvedores.

Versões estáveis do código são liberadas a cada seis meses, sendo a plataforma inteira testada de forma compreensiva, garantindo que novas versões do código não venham a prejudicar funções anteriores.

## Códigos Alternativos

### Programas gratuitos e/ou de fonte aberta
- Advanced Simulation Library (AGPL)
- Code Saturne (GPL)
- FEATool
- Gerris Flow Solver (GPL)
- OpenFOAM (GPL)
- SU2 code (LGPL)

### Programas comerciais
- ADINA CFD
- ANSYS CFX
- ANSYS Fluent
- Pumplinx
- STAR-CCM+
- KIVA (software)
- RELAP5-3D

### Recursos oficiais
- Nektar++ home page
- Nektar++ Gitlab repository